# Strickliesel

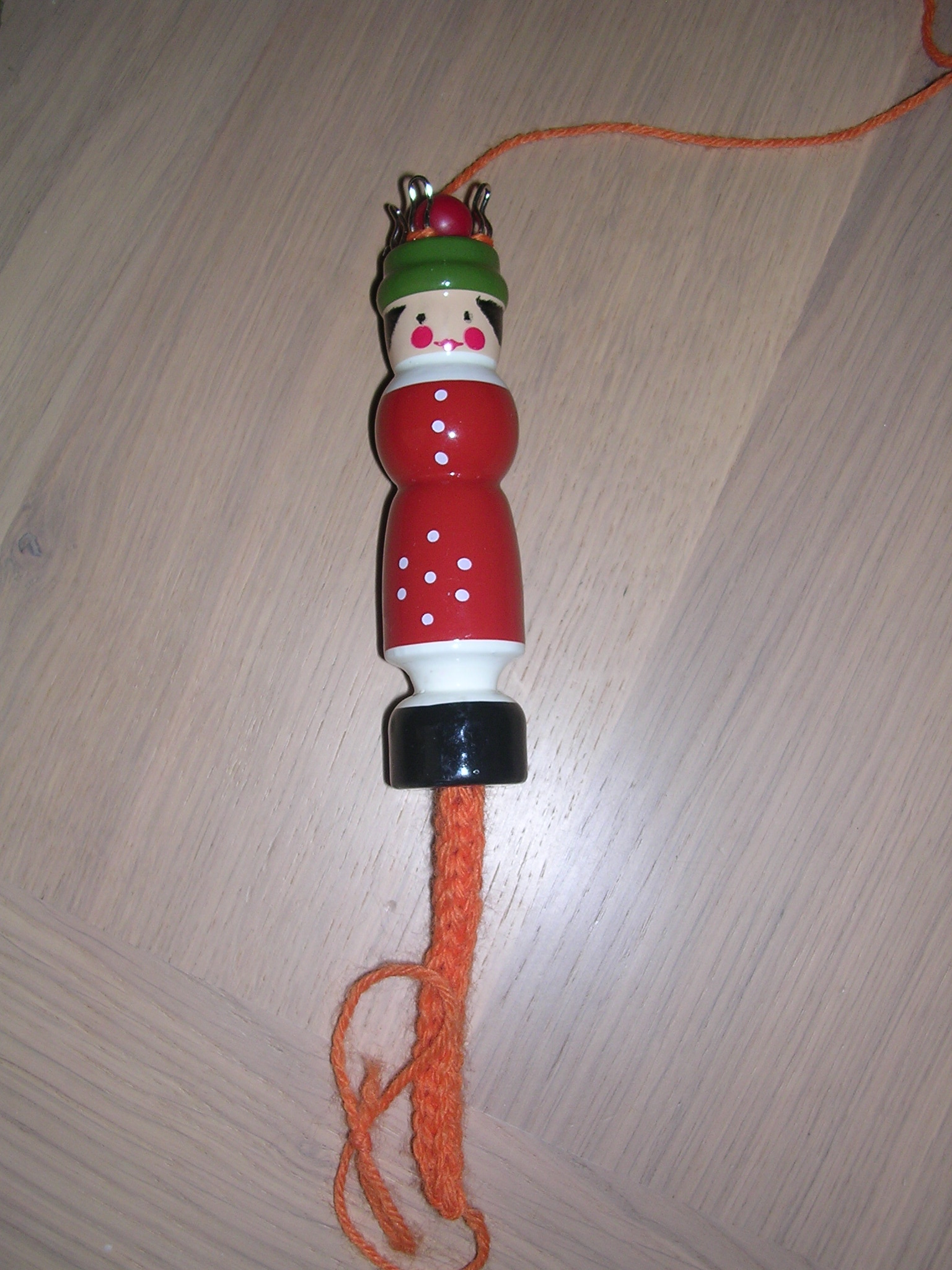
Strickliesel mit typischer Bemalung

Eine Strickliesel ist eine kleine Vorrichtung zur Anfertigung von Strickschnüren. Die Strickliesel ist meist aus Holz gefertigt und hat eine Bohrung entlang der Mittelachse, aus deren unterer Öffnung im Verlauf des Strickens das Gestrick erscheint. An der oberen Öffnung sind vier bis acht Haken befestigt, mit deren Hilfe das Stricken vonstattengeht. Dabei wird jeweils ein Wollfaden über eine vorhandene Schlaufe gelegt und diese dann mit einer Nadel durch die Öse an der oberen Schnur vorbei über den Haken gelegt. So geht es ringsum weiter. Je mehr Haken es gibt, desto dicker wird die Schnur.
Zum Stricken mit der Strickliesel eignen sich Garne aus verschiedenen Materialien, z. B. Strick- oder Häkelgarn oder auch Paketschnur. Eine einfache Strickliesel lässt sich aus einer (leeren) hölzernen Garnrolle und 4 eingeschlagenen Nägeln herstellen. Eine halbautomatische Variante heißt „Strickmühle“. Eine Variante der Strickliesel ist der Knüpfstern.
Die entstandene Schnur kann vielseitig weiterverarbeitet werden: als Armband, Dekoration oder Ergänzung zu anderen gestrickten Gegenständen wie Mützen.
Eine tönerne Strickliesel aus der Römischen Kaiserzeit wurde 1913 auf dem Gelände der Wüstung Stätteklingen bei  Grumbach (Bad Langensalza) gefunden.

## Trivia
Die bisher längste mit einer  Strickliesel hergestellte Schnur ist über 30 km lang und brachte Edward Hannaford 2016 ins Guinness-Buch der Rekorde.